# Michael Barrantes
Michael Barrantes Rojas, né le 4 octobre 1983 à San José (Costa Rica), est un footballeur international costaricien. Il joue au poste de milieu de terrain au Deportivo Saprissa.

## Sélections
Michael Barrantes fait ses débuts en équipe nationale de Costa Rica le 5 février 2007 contre Trinité-et-Tobago.
Il compte cinquante-quatre sélections et quatre buts avec le Costa Rica depuis 2007.

## Statistiques

### Buts en sélection
| Buts en sélection de Michael Barrantes | Buts en sélection de Michael Barrantes | Buts en sélection de Michael Barrantes                  | Buts en sélection de Michael Barrantes | Buts en sélection de Michael Barrantes | Buts en sélection de Michael Barrantes | Buts en sélection de Michael Barrantes |
|                                        | Date                                   | Lieu                                                    | Adversaire                             | Score                                  | Résultat                               | Compétition                            |
| -------------------------------------- | -------------------------------------- | ------------------------------------------------------- | -------------------------------------- | -------------------------------------- | -------------------------------------- | -------------------------------------- |
| 1.                                     | 27 janvier 2010                        | Estadio Ingeniero Hilario Sánchez, San Juan (Argentine) | Argentine                              | 1-2                                    | 2-3                                    | Match amical                           |
| 2.                                     | 4 septembre 2010                       | Estadio Rommel Fernández, Panama (Panama)               | Panama                                 | 1-0                                    | 2-2                                    | Match amical                           |

NB : Les scores sont affichés sans tenir compte du sens conventionnel en cas de match à l'extérieur (Costa Rica-adversaire)

## Palmarès
Puntarenas FC
- Vainqueur de la Copa Interclubes UNCAF (1) : 2006

 Deportivo Saprissa
- Champion du Costa Rica (6) : 2006, 2007, 2008 (Apertura), 2008 (Clausura), 2009 (Apertura), 2010 (Clausura).

 Aalesunds FK
- Vainqueur de la Coupe de Norvège (1) : 2011